# دو جوانه
دو جوانه (به هندی: Do Kaliyaan) فیلمی هندی محصول سال ۱۹۶۸ و به کارگردانی ر کریشنان و اس پانجو است. در این فیلم بازیگرانی همچون مالا سینها، بیسواجت، محمود علی، اوم پراکاش و نیتو سینگ ایفای نقش کرده‌اند.